# Seven Sudamericano Masculino 2022
El Seven Sudamericano de 2022 (también conocido como Seven de Costa Rica) fue la decimocuarta edición del torneo de selecciones masculinas de rugby 7 organizado por la Sudamérica Rugby.
Se disputó entre el 26 y 27 de noviembre en las instalaciones del Estadio Nacional de Costa Rica.
El torneo otorgó una plaza para los Juegos Panamericanos de 2023. Argentina decidió participar con un equipo juvenil.

## Equipos participantes
| - Argentina - Brasil - Chile - Costa Rica | - Paraguay - Uruguay - Venezuela |

## Fase de grupos

### Grupo 1
- El ganador del grupo clasifica a los Juegos Panamericanos de 2023.

| Pos | Países     | Partidos | Partidos | Partidos | Partidos | Tantos | Tantos | Tantos | Pts |
| Pos | Países     | J        | G        | E        | P        | PF     | PC     | DP     | Pts |
| --- | ---------- | -------- | -------- | -------- | -------- | ------ | ------ | ------ | --- |
| 1   | Brasil     | 3        | 3        | 0        | 0        | 96     | 5      | +91    | 9   |
| 2   | Paraguay   | 3        | 2        | 0        | 1        | 73     | 19     | +54    | 7   |
| 3   | Venezuela  | 3        | 1        | 0        | 2        | 31     | 56     | -25    | 5   |
| 4   | Costa Rica | 3        | 0        | 0        | 3        | 5      | 125    | -120   | 3   |

| 26 de noviembre | Paraguay | 40 - 5 | Costa Rica |  |  |

| 26 de noviembre | Brasil | 28 - 0 | Venezuela |  |  |

| 26 de noviembre | Brasil | 54 - 0 | Costa Rica |  |  |

| 26 de noviembre | Paraguay | 28 - 0 | Venezuela |  |  |

| 26 de noviembre | Brasil | 14 - 5 | Paraguay |  |  |

| 26 de noviembre | Costa Rica | 0 - 31 | Venezuela |  |  |

### Grupo 2
| Pos | Países    | Partidos | Partidos | Partidos | Partidos | Tantos | Tantos | Tantos | Pts |
| Pos | Países    | J        | G        | E        | P        | PF     | PC     | DP     | Pts |
| --- | --------- | -------- | -------- | -------- | -------- | ------ | ------ | ------ | --- |
| 1   | Chile     | 2        | 2        | 0        | 0        | 57     | 42     | +15    | 6   |
| 2   | Argentina | 2        | 1        | 0        | 1        | 47     | 29     | +18    | 4   |
| 3   | Uruguay   | 2        | 0        | 0        | 2        | 35     | 68     | -33    | 2   |

| 26 de noviembre | Argentina | 14 - 22 | Chile |  |  |

| 26 de noviembre | Uruguay | 28 - 35 | Chile |  |  |

| 26 de noviembre | Argentina | 33 - 7 | Uruguay |  |  |

## Fase final

### Partidos de clasificación
| 27 de noviembre | Argentina | 21 - 7 | Venezuela |  |  |

| 27 de noviembre | Uruguay | 12 - 19 | Paraguay |  |  |

| 27 de noviembre | Chile | 38 - 0 | Costa Rica |  |  |

### Copa Challenge
| Pos | Países     | Partidos | Partidos | Partidos | Partidos | Tantos | Tantos | Tantos | Pts |
| Pos | Países     | J        | G        | E        | P        | PF     | PC     | DP     | Pts |
| --- | ---------- | -------- | -------- | -------- | -------- | ------ | ------ | ------ | --- |
| 1   | Uruguay    | 2        | 2        | 0        | 0        | 88     | 22     | +66    | 6   |
| 2   | Venezuela  | 2        | 0        | 1        | 1        | 36     | 43     | -7     | 3   |
| 3   | Costa Rica | 2        | 0        | 1        | 1        | 14     | 73     | -59    | 3   |

| 27 de noviembre | Venezuela | 22 - 29 | Uruguay |  |  |

| 27 de noviembre | Venezuela | 14 - 14 | Costa Rica |  |  |

| 27 de noviembre | Uruguay | 59 - 0 | Costa Rica |  |  |

### Semifinales
| 27 de noviembre | Argentina | 31 - 26 | Brasil |  |  |

| 27 de noviembre | Chile | 29 - 5 | Paraguay |  |  |

### Final de bronce
| 27 de noviembre | Brasil | 29 - 12 | Paraguay |  |  |

### Final
| 27 de noviembre | Argentina | 12 - 21 | Chile |  |  |

| Bandera de Chile |
| Campeón Chile    |
| 1.er título      |